# Egelsee (Tirol)
Der Egelsee (früher auch Eglsee genannt) ist der nordöstlichste See Kufsteins, er liegt direkt an der deutsch-österreichischen Grenze. Der Moorsee gilt wegen seiner See- und Teichrosen als Schutzgebiet, er ist in Privatbesitz – es besteht Badeverbot.

## Lage und Landschaft

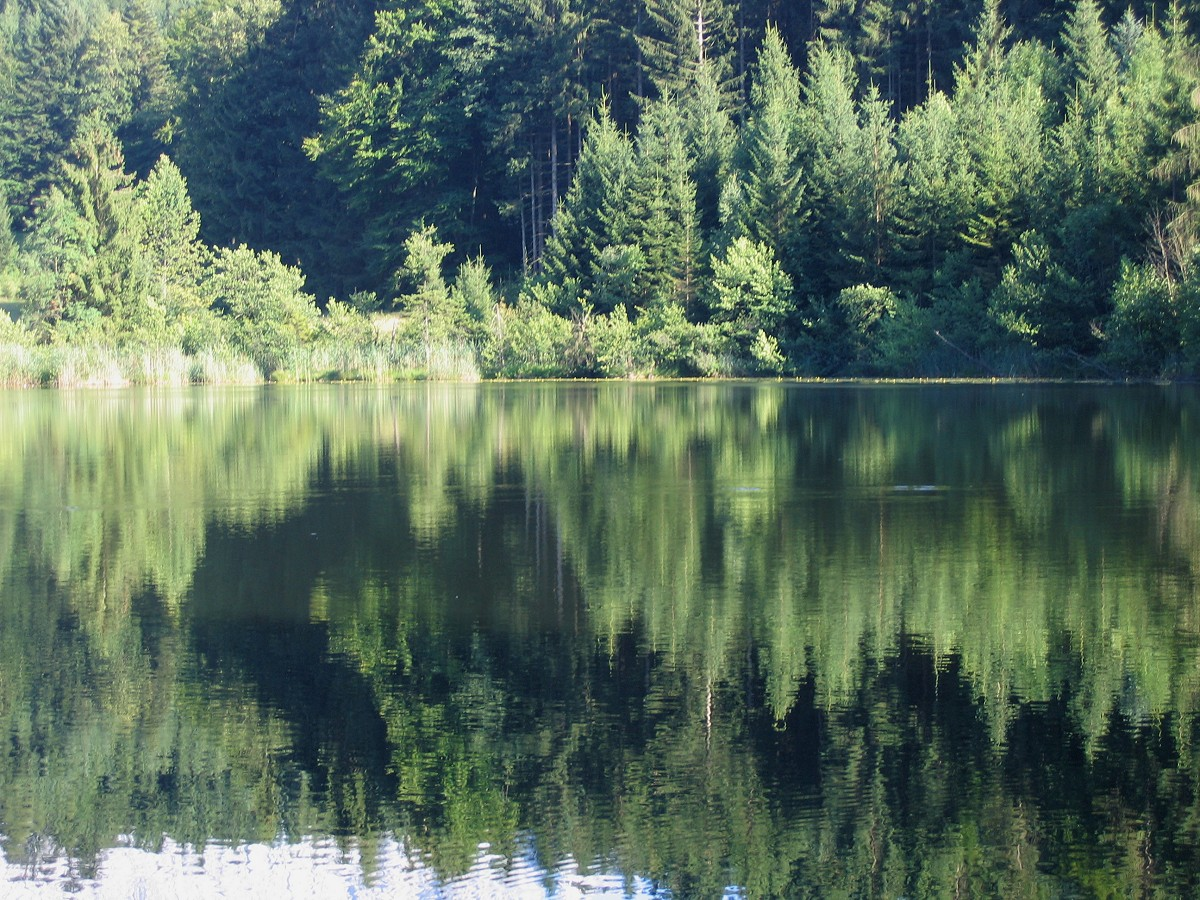
Egelsee

Der Egelsee liegt nordöstlich vom Hechtsee nahe an der Grenze zu Deutschland.
Es gibt mehrere Zugänge (etwas ausführlicher, weil Wegweiser zu diesem Ziel kaum vorhanden sind):
- vom Hechtsee erreicht man den Egelsee nach etwa 400 m über eine kleine Wiese am Abfluss des Hechtsees.
- von Kiefersfelden beginnend am Bergfriedhof zunächst auf dem Weg zum Buchberg, der an einer Rechtskurve geradeaus verlassen wird. Der Egelsee liegt dann rechts vom Bauernhof Hintergugglberg in einer Senke.
- von Kiefersfelden; von der Kieferbachbrücke der ST2089 führt der Egelseeweg am Kieferbach entlang, dem man bis etwa 200 m nach den Wehranlagen folgt. Dort geht ein steiler Weg nach oben zum Egelsee.
- vom Buchberg; in Kiefersfelden beginnend am Bergfriedhof bis zum Buchbergkreuz. Dort beginnt ein Weg, der immer der deutsch-österreichischen Grenze entlang bis zum Egelsee führt. Man trifft hier auf mehrere historische  Grenzsteine.

Die Thierberg-Seen (Pfrillsee, Längsee, Hechtsee, Egelsee) sind tektonische Erscheinungen, kleine Einsturzbecken, die möglicherweise durch Hohlräume oder andere Karstphänomene begünstigt wurden. Der Inntalgletscher hatte sie allerdings in der letzten Eiszeit ausgeräumt, ausgeschürft und mit Moränenschutt und Schmelzwassersedimenten abgedämmt.
Abgesehen von einer kleinen Fischerhütte befinden sich keine weiteren Gebäude in der Nähe des Sees.

## Flora und Fauna

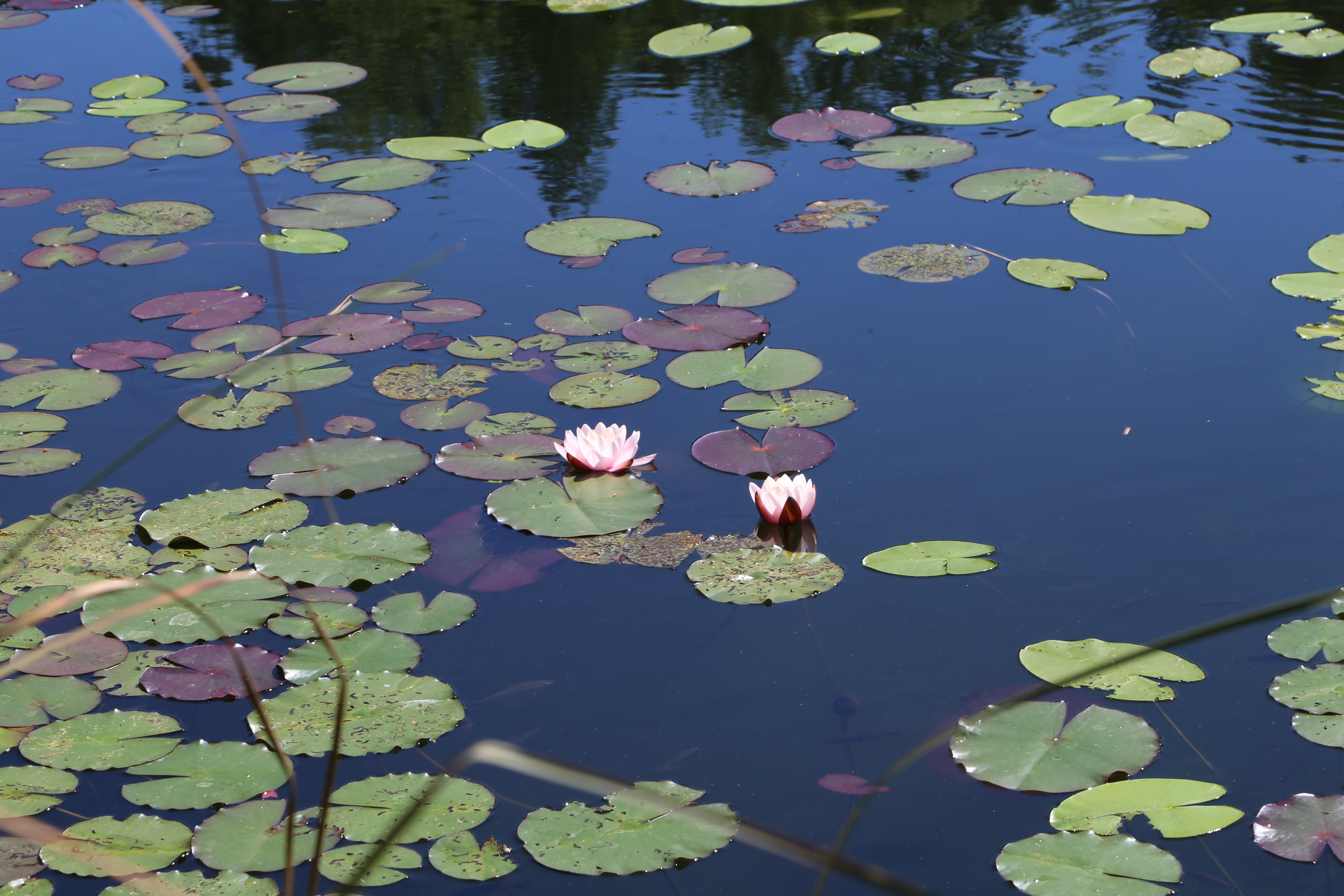
Seerosen im Egelsee

Eine Besonderheit sind die großen Bestände der geschützten Gelben Teichrose (Nuphar lutea) und der gute Bestand an Libellen.
Der Egelsee hat ausgedehnte Schilfufer, und verlandet immer weiter. Er hat inzwischen schon rund ein Drittel seiner ursprünglichen Größe eingebüßt. In dieser dauerfeuchten Verlandungszone findet sich Schwingrasen, und Bestände von Rundblättrigem Sonnentau (Drosera rotundifolia) und Moosbeeren (Vaccinium oxycoccos), sowie die in Tirol seltene Schneidebinse (Cladium mariscus).
Im Südosten liegt eine breite Feuchtwiese mit Pfeifengras (Molinia caerulea).
Vorhandene Bissspuren sind Hinweise auf gelegentlichen Aufenthalt von Europäischen Bibern (Castor fiber), die über den Abfluss vom Kieferbach zugewandert sind. Laut Tiroler Umweltschutzbericht 2022 hat sich seit 2021 ein Biber am Egelsee niedergelassen.

## Naturschutz
Der See ist seit 1936 ein ausgewiesenes Naturdenkmal (Egelsee mit Uferbereich, ND_5_10), seit 1978 auch der Uferbereich.
Das Schutzareal umfasst 4,53 Hektar. Außerdem wurde er im Juni 2000 in die Liste der Europaschutzgebiete eingetragen, im Ausmaß von 3,07 ha (die Uferumgebung etwas weniger ausgedehnt) als FFH-Gebiet nach der Habitatrichtlinie (Site code: AT3307000).

## Siehe auch

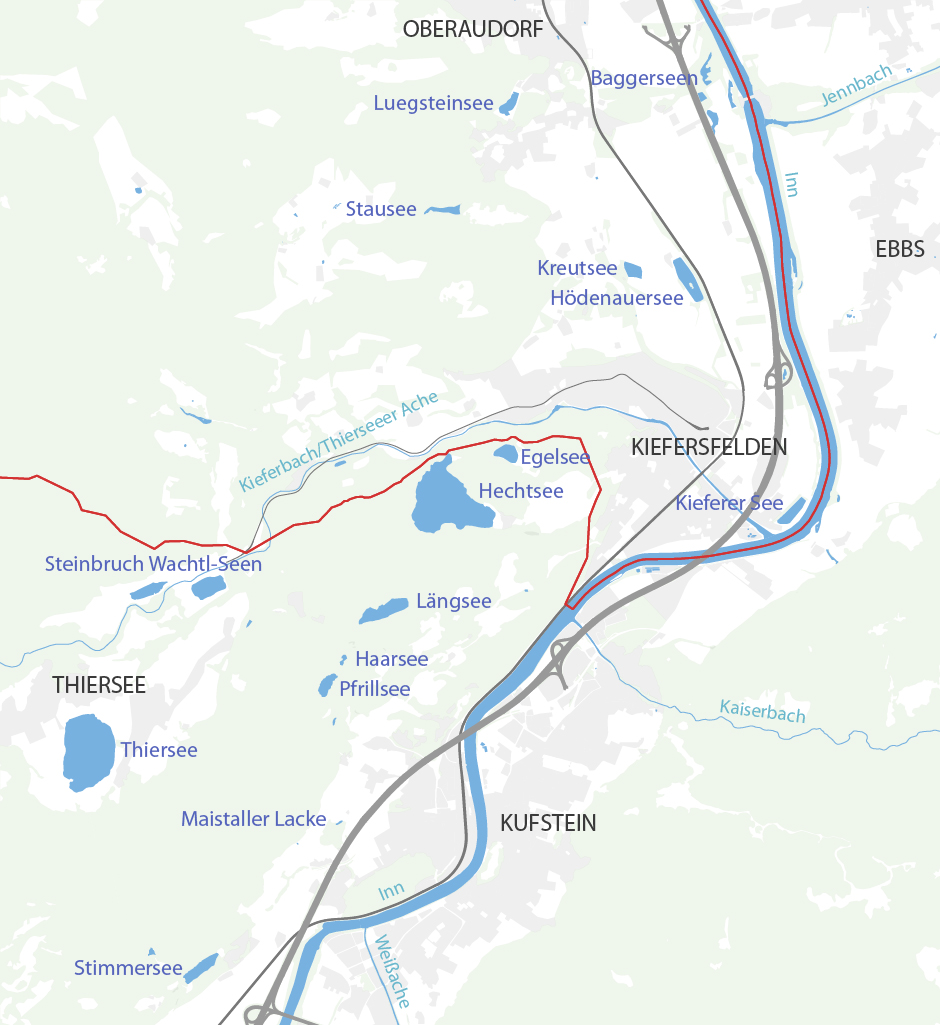
Seen um Kufstein und Kiefersfelden